# Leiothrix vivipara
Leiothrix vivipara är en gräsväxtart som först beskrevs av August Gustav Heinrich von Bongard, och fick sitt nu gällande namn av Wilhelm Willy Otto Eugen Ruhland. Leiothrix vivipara ingår i släktet Leiothrix och familjen Eriocaulaceae. Inga underarter finns listade i Catalogue of Life.